# Клавир у четири руке
Клавир у четири руке (фр. À quatre mains, итал. a quattro mani) је врста клавирског дуета који укључује два музичара који истовремено свирају на једном клавиру. Дует са пијанистима који свирају одвојене инструменте генерално се назива клавирски дуо.
Музика написана за клавир у четири руке обично се штампа тако да део за сваки свирач заузима страницу која му је директно супротна. Горњи део, који је за пијаниста који седи са десне стране са музиком на десној страни странице, назива се primo, док се доњи део, за пијаниста на левој, назива secondo.